# Signori si nasce
Pour plus de détails, voir Fiche technique et Distribution.
Signori si nasce est un film italien réalisé par Mario Mattoli et sorti en 1960.

## Synopsis
Rome, début du XXe siècle, le baron Ottone degli Ulivi, dit Zazà, aime les belles filles et a dépensé sa part d'héritage pour elles. Son frère Pio degli Ulivi, tailleur à succès pour ecclésiastiques, désapprouve la vie dissolue de Zazà. Aux prises avec un créditeur, il falsifie la signature de son frère et est découvert. Zazà demande un prêt à son frère qui le lui refuse. Il lui fait alors croire qu'il a une fille à nourrir, Patrizia, fruit d'une aventure. S'ensuit toute une série de quiproquos.

## Fiche technique
- Titre :  Signori si nasce
- Réalisateur : Mario Mattoli
- Sujet : Dino Falconi, Luigi Motta
- Scénario : Castellano et Pipolo, Edoardo Anton
- Producteur : Isidoro Broggi, Renato Libassi
- Photographie : Alvaro Mancori
- Montage : Gisa Radicchi Levi
- Musique : Gianni Ferrio
- Décor : Alberto Boccianti
- Costumes : Giuliano Papi
- Truquage : Goffredo Rocchetti
- Maison de production : Manenti Film
- Durée : 92 min
- Couleur : B/N
- Ratio : 2,35:1
- Genre : Comédie comique
- Pays :  Italie
- Année : 1960

## Distribution
- Totò : Ottone Degli Ulivi dit «  Zazà  »
- Peppino De Filippo : Pio Degli Ulivi
- Delia Scala: Patrizia
- Riccardo Garrone : Enzo
- Lidia Martora : Maria Luisa
- Luigi Pavese : Bernasconi
- Angela Luce : Fedele
- Dori Dorika : Adelina Maniglia
- Nico Pepe : Binotti
- Liana Orfei : Titì
- Carlo Croccolo : Battista